# SWAT 4
SWAT 4 ist ein Taktik-Shooter, der von Irrational Games entwickelt und von Sierra Entertainment am 5. April 2005 veröffentlicht wurde. Es ist der letzte Teil innerhalb der SWAT-Computerspieleserie. Am 21. Februar 2006 veröffentlichte Vivendi Universal eine Erweiterung mit sieben weiteren Missionen, die den Titel The Stetchkov Syndicate trägt. Eine Gold-Edition bündelte Hauptspiel und Add-on. Sie wurde 2017 auf GOG.com digital wiederveröffentlicht.

## Spielprinzip

### Mehrspieler
Der Multiplayer-Modus wurde gegenüber dem Vorgänger SWAT 3 stark erweitert. Es gibt vier verschiedene Spielarten:
- Verbarrikadierte Verdächtige Personen (Barricaded Suspect) (auch VVP genannt):

Es spielt das SWAT-Team gegen das Terroristenteam. Das Team, welches die vom Serveradministrator festgelegte Punktezahl oder die meisten Punkte innerhalb der Rundenzeit erreicht hat, gewinnt. Dies entspricht dem klassischen Deathmatch, mit der Ausnahme, dass ein Festnehmen eines Gegners fünf Punkte zählt, während ein Frag nur einen Punkt zählt.
- Schnelleinsatz (Rapid Deployment):

Es werden zufällig drei bis fünf Bomben auf der Karte platziert. Das SWAT-Team muss die Bomben innerhalb eines bestimmten Zeitraumes, der durch den Serveradmin festgelegt wird, entschärfen. Die verdächtigen Personen müssen dies verhindern. Explodieren die Bomben (eine Bombe reicht hierzu aus), gewinnen die verdächtigen Personen, werden alle Bomben entschärft, gewinnt das SWAT-Team.
- VIP-Eskorte (VIP-Escort):

Im SWAT-Team wird ein Spieler zufällig zum VIP gewählt, dessen Bewaffnung und Schutz durch den Serveradmin festgelegt wird, in den meisten Fällen trägt er einen weißen Anzug und eine einfache Pistole. Meist hat er keinen weiteren Schutz. Das restliche SWAT-Team muss versuchen, diesen VIP zu beschützen und innerhalb einer vorgegebenen Zeit zum Fluchtpunkt zu bringen, um zu gewinnen. Die verdächtigen Personen müssen den VIP mit Handschellen fesseln und zwei Minuten gefangen halten. Der VIP kann sich dann nur noch kriechend, also sehr langsam, fortbewegen. Das SWAT-Team muss in dieser Zeit versuchen den VIP zu befreien. Nach den zwei Minuten muss das Team der verdächtigen Personen den VIP erschießen, wodurch die Verdächtigen gewinnen. Der VIP darf ansonsten nicht sterben, sonst ist das Spiel vorbei und das Team, welches den VIP erschossen hat, verliert. Ist die Zeit um, bevor der VIP verhaftet und zwei Minuten gehalten wurde oder er den Fluchtpunkt erreicht hat, so endet die Runde unentschieden. Gleiches passiert, wenn der VIP den Server vorzeitig verlässt oder sich selbst umbringt.
- Kooperation (Co-Operation):

Man spielt mit maximal fünf Personen die Einzelspielermissionen im Mehrspielermodus. In diesem Modus kann nur als SWAT gespielt werden. Dabei stürmen die SWAT das Haus und müssen alle verdächtigten Personen ausschalten oder verhaften und die Geiseln retten. Hierbei wird jeder Spieler nur einmal pro Runde „eingesetzt“ (gespawnt). Wenn ein Mitglied des SWAT-Teams stirbt, nicht alle Aufgaben erfüllt sind oder verdächtigte Personen anstatt festgenommen erschossen werden, so werden Punkte abgezogen. Sterben alle SWAT-Mitglieder oder wird eine Geisel von einem Terroristen umgebracht, so gilt die Mission als gescheitert.
Mit dem Add-On wurde der Kooperationsmodus auf eine maximale Teilnehmerzahl von zehn erhöht, anstatt fünf beim Hauptspiel, und mit Zuschlagen und Aufnehmen (Smash & Grab)  zudem ein weiterer Multiplayer-Modus geliefert. Dabei wird ein Koffer auf der Karte platziert. Die Verdächtigen müssen ihn suchen und zu einem bestimmten Punkt bringen. Das SWAT muss es verhindern. Der Kofferträger kann nur die sekundäre Waffe benutzen und kann nur sehr langsam laufen. Stirbt der Kofferträger vorzeitig, so muss der Koffer neu aufgenommen werden. Ist die Zeit abgelaufen, bevor die Verdächtigen den Koffer zum Ausgang gebracht haben, gewinnt das SWAT. Schaffen die Verdächtigen es, innerhalb der Zeit den Koffer zum Aufgang zu bringen, verliert das SWAT.

### Ausrüstung
Vor jeder Mission hat der Spieler die Aufgabe, sein Team auszurüsten. Die ihm zur Verfügung stehenden Optionen teilen sich dabei in mehrere Kategorien. Alle Waffen im Spiel entsprechen realen Vorbildern, wobei allerdings nicht alle mit ihrem echten Namen im Spiel vorkommen. Die im Folgenden verwendeten Bezeichnungen entsprechen denen aus dem Spiel, während die Links immer auf die realen Waffen verweisen.
Die Primärwaffen (engl. Primary Weapon) unterscheiden sich in ihrer Munition, Durchschlagskraft und Funktion. Es stehen sowohl Betäubungswaffen als auch tödliche Waffen zur Verfügung. Zu den Betäubungswaffen zählen Pfefferkugelgewehr und ein nicht-tödliches Schrotgewehr. Als tödliche Waffen werden Colt M4A1 Karabiner, MP Kal.. 45, 9-mm-MP, schallgedämpfte 9-mm-MP, Nova-Pumpgun, M4 Super 90 und GB36s-Sturmgewehr bezeichnet. Im Multiplayer-Modus stehen zusätzlich die Gal-Maschinenpistole und die Kalaschnikow zur Verfügung.
Zudem verfügt der Spieler über eine Auswahl von Sekundärwaffen (engl. Secondary Weapon). Auch sie unterschieden sich in Munition, Durchschlagskraft und Funktion. Der Taser ist die einzige nicht-tödliche Sekundärwaffe. 9-mm-Handfeuerwaffe und M1911-Handfeuerwaffe können tödlich sein. Weiterhin kann im Multiplayer-Modus der Colt Python ausgewählt werden. Bei den tödlichen Waffen hat der Spieler zudem die Wahl zwischen verschiedenen Munitionsarten. Bei den Schrotflinten stehen ihm Schrotpatronen und Flintenlaufgeschosse zur Verfügung, bei allen anderen Waffen jeweils Hohlspitz- und Vollmantelgeschosse.
Des Weiteren verfügt der Spieler über sogenannte taktische Hilfsmittel (engl. Tactical). Unter diesem Begriff werden alle Hilfsmittel zusammengefasst, die nicht als Waffen zählen. Hierzu gehören zum einen die Granaten Blendgranate, CS-Gas und Stinger, zum anderen die restlichen Hilfsmittel wie Pfefferspray, Opti-Stab (Glasfaserkamera ähnlich dem Endoskop) und Türkeil. Hierbei kann jeder SWAT-Officer insgesamt nur fünf dieser Ausrüstungsgegenstände mit sich führen. Der Spieler hat zudem die Wahl zwischen zwei lauten Hilfsmitteln zum Öffnen einer Tür, nämlich C2-Durchbruchladungen und ein Durchbruchschrotgewehr. Aufgrund der Sprengwirkung können die C2-Ladungen für Personen, die sich unmittelbar hinter der aufzubrechenden Tür befinden, tödlich sein. Das Durchbruchschrotgewehr richtet jedoch keinen Schaden an, wenn es direkt auf einen Gegner abgefeuert wird. Weiterhin führen alle SWAT-Officer ein Multifunktionswerkzeug mit sich, mit dem Türen leise geöffnet, elektronische Geräte manipuliert und Bomben entschärft werden können. Zudem verfügt jeder Officer über eine unbegrenzte Anzahl Kunststoff-Handschellen.
Im Einzelspielermodus kann der Spieler nur als SWAT agieren und verfügt somit nicht über alle Waffen des Spiels. Erst beim Mehrspielermodus hat er Zugriff auf alle Waffen, Hilfsmittel und Schutzausrüstungen. Zudem muss der Spieler im Mehrspieler-Modus seine Schutzausrüstung wählen. Als Schutz vor tödlichen Waffen oder Granaten stehen Schutzwesten und Kopfschutz zur Verfügung. Die leichte Körperpanzerung schützt vor Hohlmantelmunition. Die schwere Körperpanzerung schützt vor Vollmantelmunition, außerdem minimiert es die Wirkung von Stinger und Betäubungswaffen. Jedoch kann sich der Spieler nur langsam fort bewegen. Als Kopfschutz gibt es die Gasmaske, welche die Auswirkung von CS-Gas eliminiert und die Wirkung von Pfefferspray lindert, hierbei ist das Sichtfeld des Spielers verkleinert. Außerdem gibt es noch einen Helm mit taktischem Augenschutz, der die Wirkung der Blendgranaten eliminiert, und im Add-on ein Nachtsichtgerät.

### Mods
SWAT 4 kann mit vielen Modifikationen verändert bzw. aufgebessert werden. So kann die eigene Uniform geändert oder andere Waffen eingesetzt werden, so dass zwei Primär-/Sekundärwaffen verwendet werden können. Zudem gibt es Mods, welche die Anzahl der Werkzeuge erhöhen (so dass man drei statt einer Granate in einen Slot setzen kann). Auch für SWAT 4 – The Stetchkov Syndicate gibt es einige Modifikationen.

## Rezeption
Die einfache Steuerung sei gelungen. Der Karrieremodus ohne jegliche Belohnungen oder Rollenspielelemente wirke lieblos. Insgesamt gäbe es wenige Änderungen zum Vorgänger. Durch glaubwürdige Schauplätze schaffe es eine bedrückende Atmosphäre und sei dabei verblüffend realistisch. Obwohl die Missionen sehr ähnlich ablaufen, mache das Spiel Spaß, insbesondere zusammen mit menschlichen Mitspielern. Hinter Konkurrent Raven Shield bleibe es jedoch zurück. Eine zusammenhängende Geschichte fehle.